# Radha Kumar
Radha Kumar est une auteur et experte indienne en conflit ethnique et processus de paix,, a été directrice du Centre Nelson Mandela Centre for Peace and Conflict Resolution de l'université Jamia Millia Islamia (en) et est directrice générale du Delhi Policy Group.

## Publications
- Divide and Fall?: Bosnia in the Annals of Partition
- Negotiating Peace in Deeply Divided Societies: A Set of Simulations
- Making Peace with Partition
- A History of Doing: Movements for Women’s Rights and Feminism in India, 1900-1990
- Bosnia-Herzegovina: Between War and Peace(codirection)
- Frameworks For A Kashmir Settlement